# Семьи, как наши
«Семьи, как наши» (дат. Familier som vores) — мини-сериал (7 эпизодов). Телевизионный дебют датского режиссёра Томаса Винтерберга.
Мировая премьера состоялась во внеконкурсной программе 81-го Венецианского кинофестиваля. Телевизионная премьера состоится на датском телеканале TV 2 и его стриминговом сервисе TV 2 Play 20 октября.
В главной роли модель Амариллис Аугуст (род. 2003), дочь актрисы Сара-Мари Мальты и режиссёра Билле Аугуста. Это её первая значительная роль. В фильме заняты актёры, получившие международную известность по направлению «Догма 95»: Николай Ли Кос, Паприка Стин, Магнус Милланг, Давид Денсик и Томас Бо Ларсен.

## Сюжет
В ближайшем будущем датчане вынуждены покинуть свою страну из-за повышения уровня моря. Старшеклассница Лаура (Амариллис Аугуст) впервые влюбляется. Эвакуация вынуждает её выбирать между тремя людьми, которых она любит больше всего, — отцом, архитектором Якобом (Николай Ли Кос), который перебирается в Париж, матерью, журналисткой Фанни (Паприка Стин), которая уезжает в Бухарест, и новым парнем Элиасом (Альберт Рудбек Линдхардт).

## В ролях
| Актёр                    | Роль                 |
| ------------------------ | -------------------- |
| Амариллис Аугуст         | Лаура                |
| Альберт Рудбек Линдхардт | Элиас, парень Лауры  |
| Николай Ли Кос           | Якоб, отец Лауры     |
| Паприка Стин             | Фанни, мать Лауры    |
| Хелене Рейнгор Неуман    | Амалие, мачеха Лауры |
| Магнус Милланг           | Хенрик, муж Николая  |
| Эсбен Смед               | Николай, брат Амалие |
| Давид Денсик             | Петер, брат Хенрика  |
| Томас Бо Ларсен          | Хольгер              |
| Аста Камма Аугуст        | Кристель             |
| Клез Брандар             | Таможенник           |